# Александер, Энни Монтегю
Энни Монтегю Александер (англ. Annie Montague Alexander; 29 декабря 1867, Гонолулу — 10 декабря 1950, Окленд (Калифорния)) — американский палеонтолог, основатель Музея палеонтологии при Калифорнийском университете в Беркли.

## Биография
Энни Монтегю Александер родилась в 1867 году в Гонолулу. Она была третьей из четверых детей Сэмюэла Томаса и Марты Кук Александер. Дедушка и бабушка Энни были в числе первых миссионеров, прибывших из Англии на Гавайи; её отец занимался выращиванием сахарного тростника на Мауи и был одним из основателей компании Alexander & Baldwin. В юности у Энни была возможность много поездить по Европе и юго-восточной Азии.
В 1882 году семья Энни переехала в Окленд (Калифорния). В 1887 году Энни поступила в школу для женщин (Lasell Seminary for Young Women) в Массачусетсе. В 1888 году семья Александеров была в Париже, где Энни обучалась музыке и рисованию. В 1901 году, после того как она посетила лекции Джона Мерриама в университете Беркли, началось её увлечение палеонтологией. С 1901 по 1905 год Энни Александер финансировала палеонтологические экспедиции Мерриама и сама принимала в них участие. Во время последней из этих экспедиций было обнаружено большое количество скелетов ихтиозавров, в том числе крупнейший в мире и наиболее полный в северной Америке.
С 1906 года Анни Александер начала ежемесячное финансирование палеонтологических исследований, проводившихся университетом в Беркли. В 1907 году, после экспедиции на Аляску, в которой она принимала участие, Энни предложила создать при Калифорнийском университете музей естественной истории. Поскольку средств, выделенных для этой цели государством, не хватило, Энни сама покрыла разницу. Музей зоологии позвоночных (Museum of Vertebrate Zoology) при Калифорнийском университете открылся в 1908 году, и она передала туда часть собственной коллекции. В 1934 году, по её инициативе и с её финансовой поддержкой, был основан ещё один университетский музей: Музей палеонтологии. Кроме того, Энни Александер внесла огромный вклад в пополнение коллекций: вместе со своей подругой Луизой Келлогг (Louise Kellogg) она собрала для университетских музеев около 20 000 образцов растений, животных и окаменелостей. Кроме того, Энни создала фонд стипендий для студентов, ведущих исследовательскую деятельность. Сама она непосредственно научной работой не занималась, однако продолжала принимать активное участие в палеонтологических экспедициях вплоть до преклонного возраста.
Энни Монтегю Александер умерла 10 сентября 1950 года. В её часть был назван ряд ископаемых и ныне существующих видов.
Её имя также носит озеро Александер на Аляске.